# Dianella
Dianella là một chi thực vật có hoa trong họ Xanthorrhoeaceae.
Hương bài hay còn gọi là rễ hương (Nghệ An), Rễ Quạ (Hà nội, Hải Dương...), tên khoa học là Dianella Ensifolia.DC. Nhiều người nhầm tưởng là cỏ hương bài (Vetiveria zizanioides.
Phân bố:

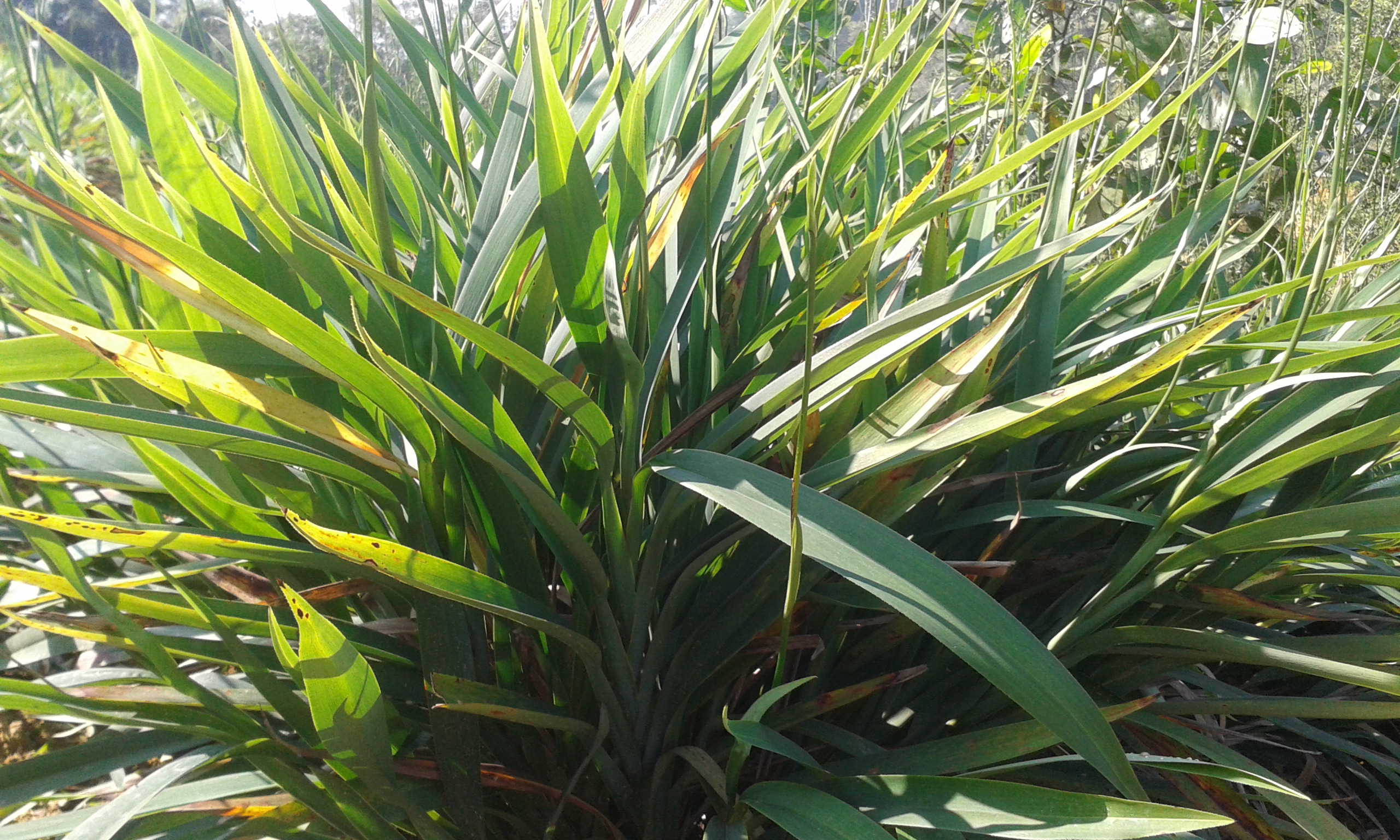

Hương bài phân bố từ Nhật Bản tới Ấn Độ, phân bố nhiều ở Australia và New zealand. Tại Việt Nam, Hương bài được trồng với quy mô lớn ở Thanh Chương - Nghệ An.
Hương bài phù hợp với khí hậu nhiệt đới gió mùa, kỵ với khí hậu ẩm ướt, phèn. Thích hợp nhất trên nền đất đỏ bazan.
Miêu tả:
Hương bài thân cỏ, lá đối xứng hình rẻ quạt. Có rễ chùm, nhiều rễ. Sinh sản bằng 2 phương pháp: Vô tính (ươm nhánh) và hữu tính (xử lý hạt giống). Hiện nay phương pháp ươm nhánh được ưa chuộng hơn vì cây giống phát triển nhanh hơn cho hiệu quả kinh tế cao hơn, Thời gian sinh trưởng của hương bài khoảng 24 tháng. Tuy nhiên, với đặc tính đẻ nhánh và nhánh già tự khô và chết đi, nên hương bài có thể tự duy trì cuộc sống trong thời gian dài.
Có 4 phần cơ bản:
- Rễ: Rễ chùm, dài tối đa 50 cm, ăn ở tầng trên mặt đất. Trong rễ có nhiều tinh dầu
-Thân: Thân cao khoảng 50 cm, thân mắt lóng. mỗi mắt khoảng 4–5 cm. Tại mỗi lóng, có 2 lá đối xứng, và mầm có thể phát triển được (giống cây mía).Đặc biệt là phần gốc (củ) chứa nhiều tinh dầu nhất, càng lên cao thì lượng tinh dầu càng giảm.
- Lá: Lá mọc đối xứng, lá dài khoảng 30–40 cm, rộng 2–3 cm.
- Quả: Khi còn non có màu xanh nhạt, khi chín có màu xanh dương rất đẹp. Các loài chim tự nhiên như bồ câu, thậm chí là gà rất thích ăn quả này. Một số nghiên cứu cho biết, quả chứa độc tố, thậm chí là thân và lá. Nhưng cũng có tác dụng tích cực như chữa giun, làm đẹp da. Hiện nay các nhà khoa học vẫn đang tích cực nghiên cứu.
Ứng dụng:
Với đặc tính tinh dầu tự nhiên, thơm dịu ngọt, hương bài được ứng dụng là hương cúng. Được các nưóc châu Á rất ưu chuộng như Việt Nam, Trung Quốc, Đài Loan, Hàn Quốc, Ấn Độ.
Ngoài ra, hương bài còn được chiết suất trong ngành mỹ phẩm - làm đẹp da.

## Hình ảnh

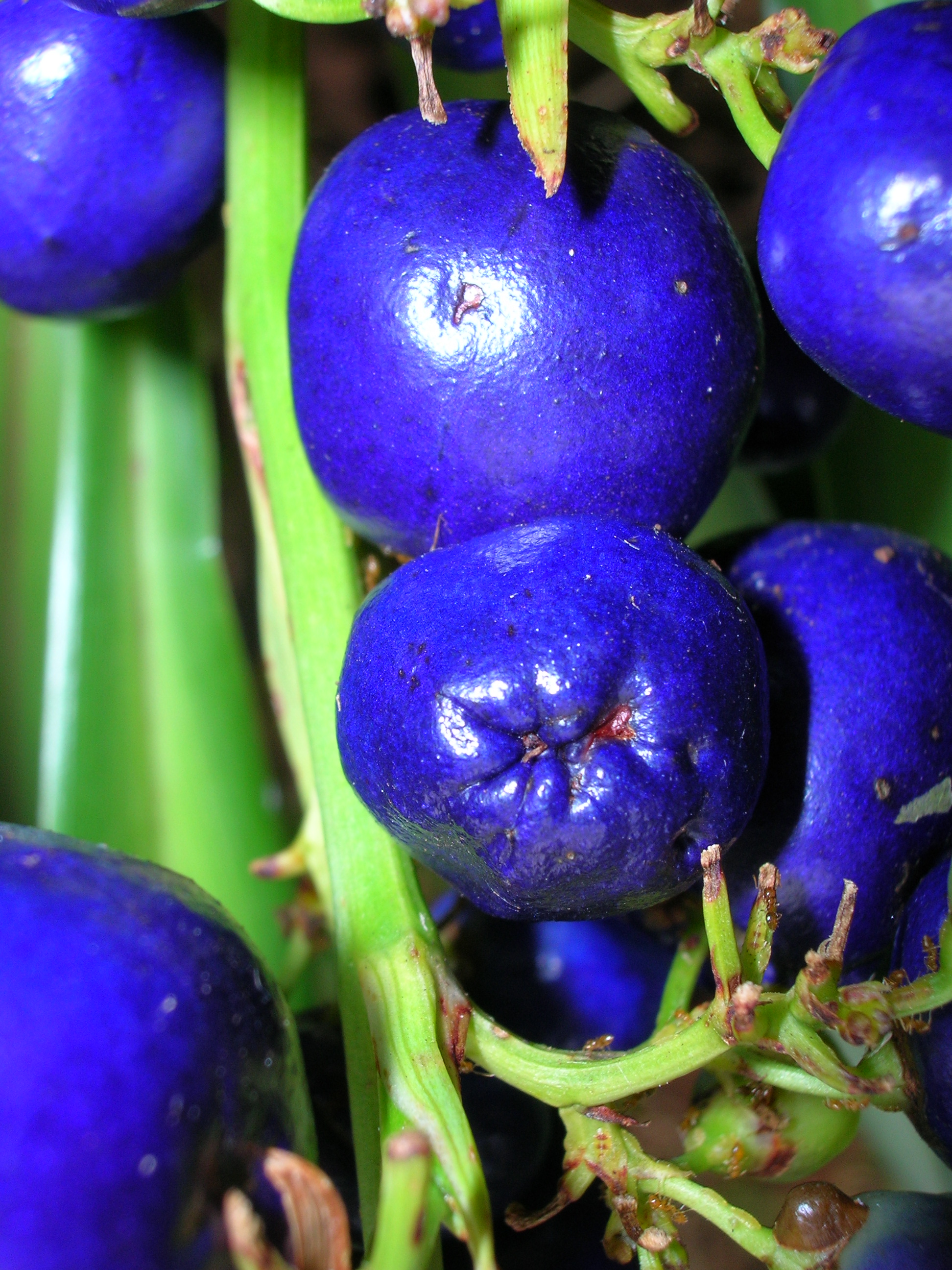
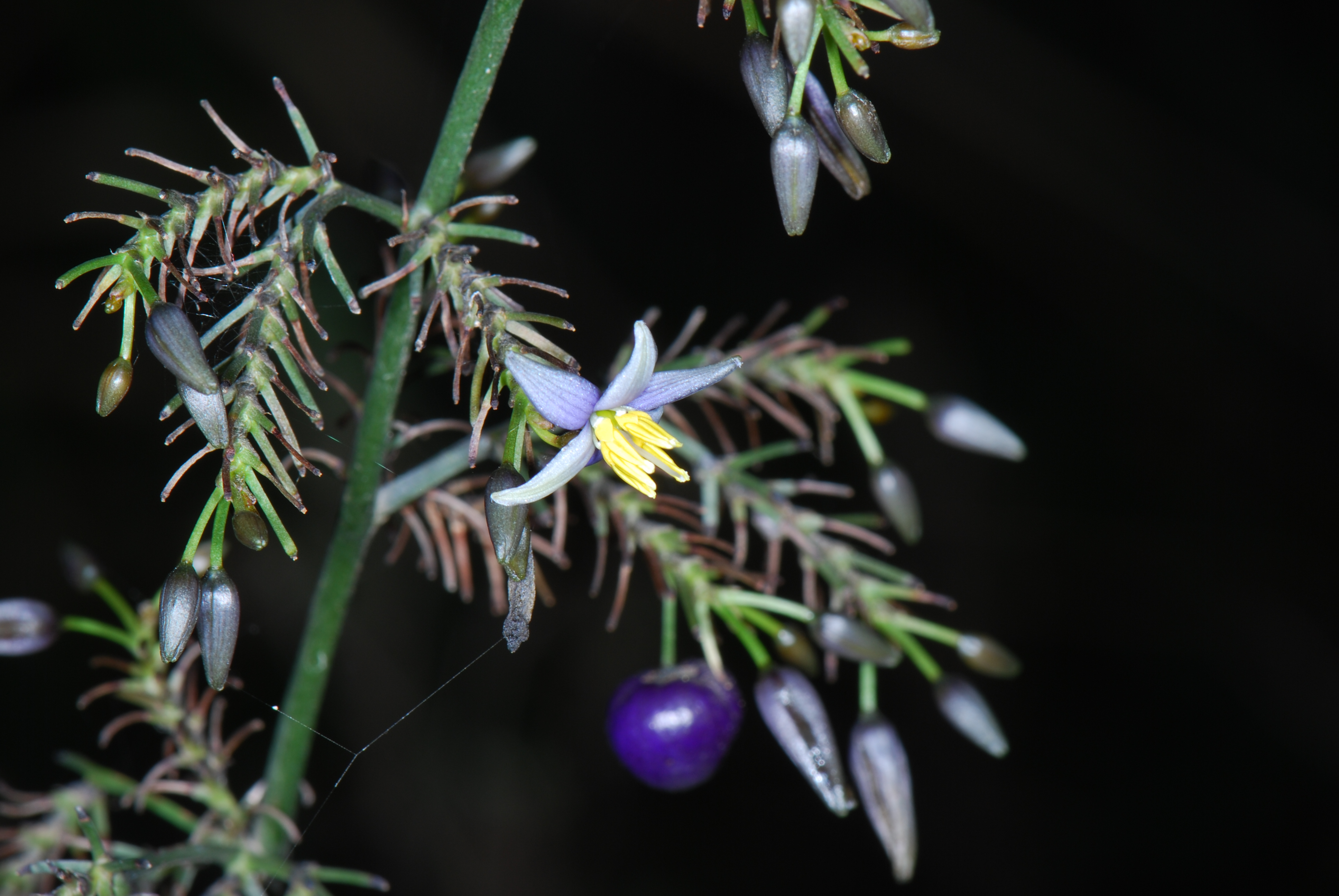
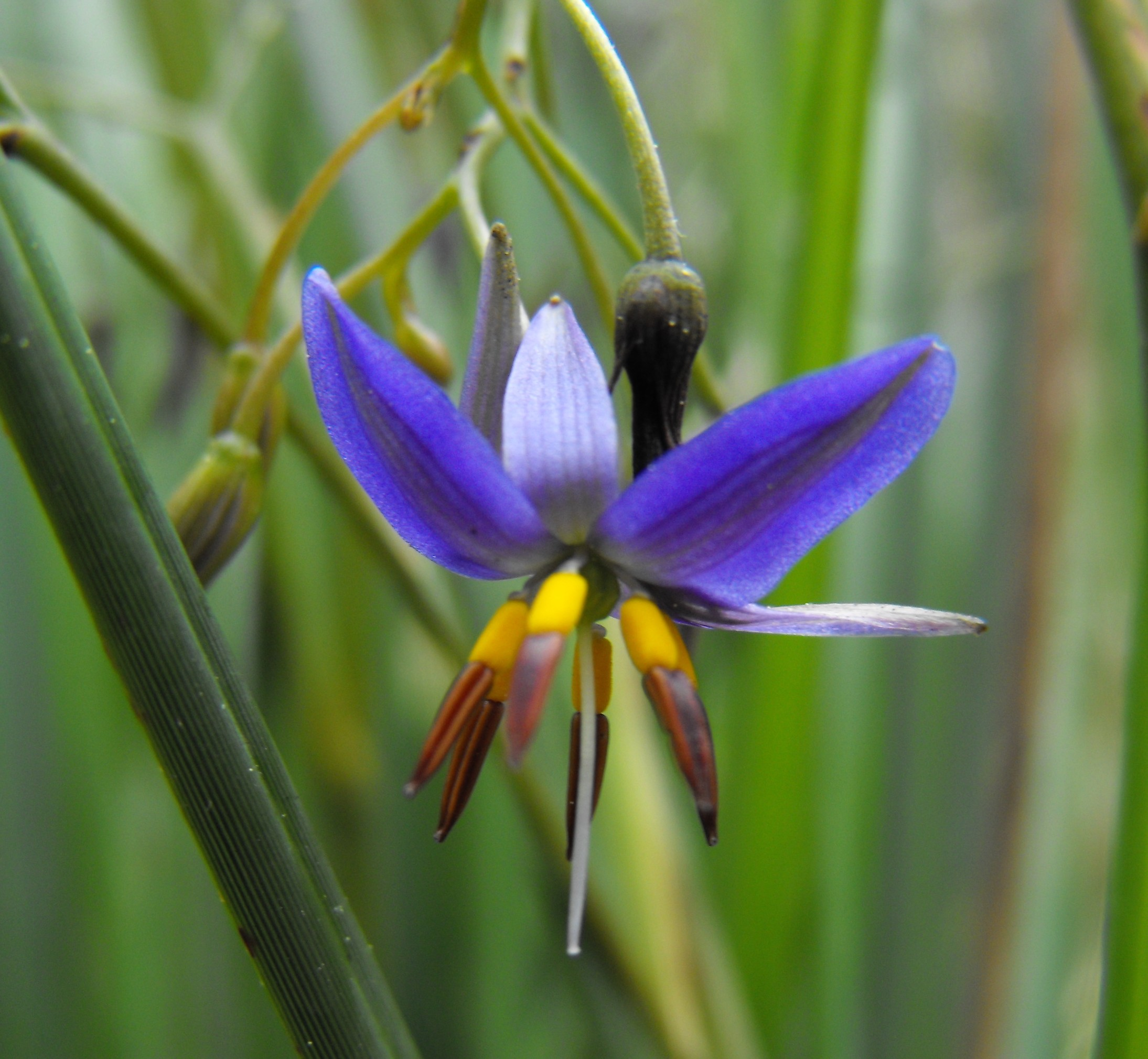
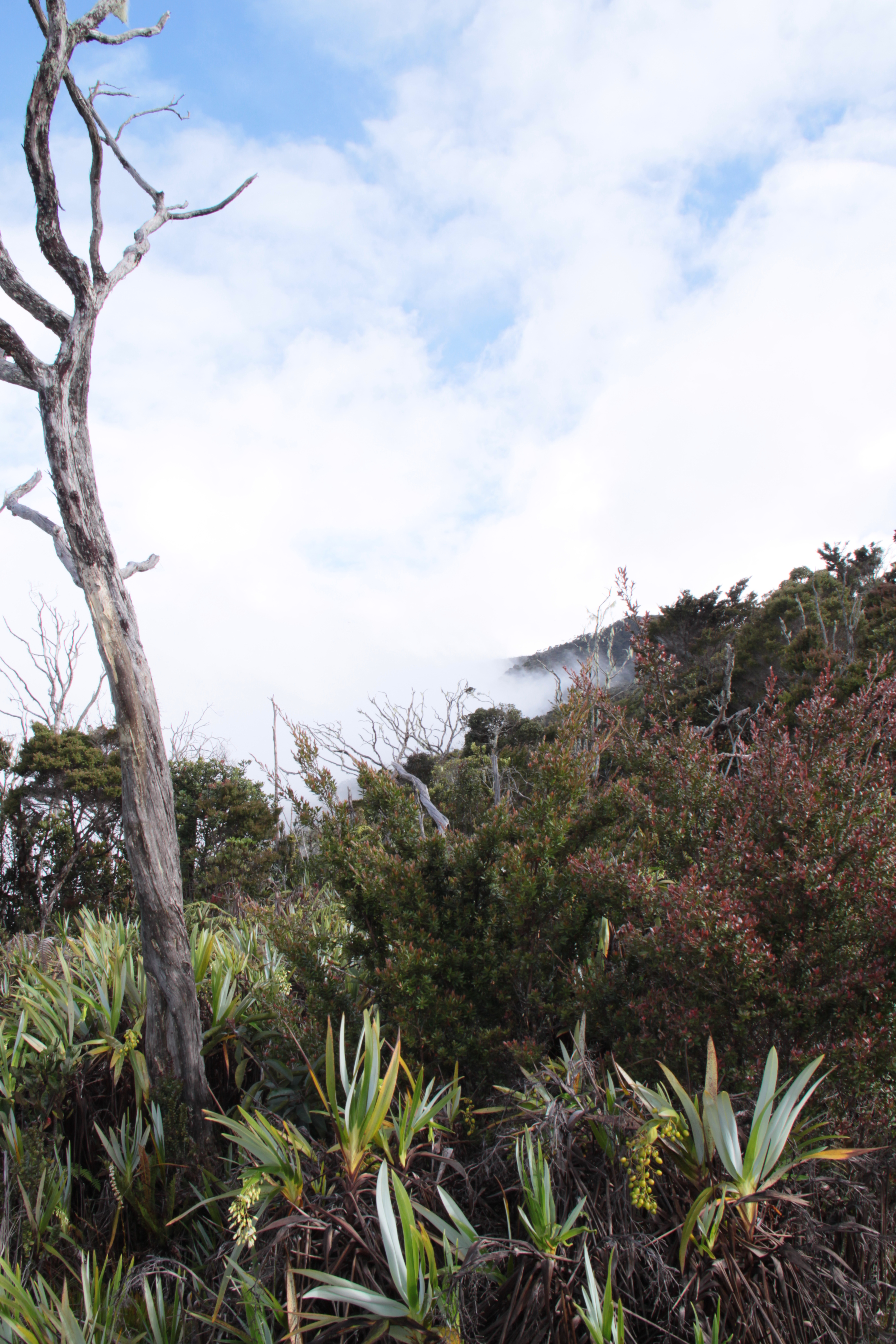